# 鈴木重成
鈴木 重成（すずき しげなり）は、江戸時代前期の幕臣・天草代官。三河鈴木氏の支流・則定鈴木家の鈴木重次の三男。禅僧で仮名草子作者の鈴木正三は兄。通称三郎九郎。養子に重辰、子に重頼、重祐。

## 経歴
徳川家康・秀忠に仕え、大坂の陣にも従軍。200石を知行する。兄2人が別家していたため、元和6年（1620年）父・重次に家督を譲られ、もとの200石とあわせて計700石を知行した。
寛永14年（1637年）に勃発した島原の乱では追討使・松平信綱に従って戦地入りし、原城攻撃に参加、一番乗りの武功を顕彰されている。戦後の寛永18年（1641年）、幕府直轄領となった天草の代官に任じられる。
当時の天草は、この地を支配していた唐津藩主の寺沢広高・堅高2代にわたって為された過酷な収奪と、乱による荒廃で疲弊を極めていた。重成はこの地域への植民を促進し、寺沢氏の算出した石高を疑問視して再検地を実行した。また、踏絵を執行する傍らで兄・正三を呼び寄せて説法を行わせ仏教への改宗を勧めたり、彼の手による『破切支丹』を刊行したりと硬軟織り交ぜたキリシタン統制も行った。
承応2年（1653年）、江戸の自邸で死去。享年66。旗本鈴木家は子の重祐が継いだ。

## 自刃説について
天草の経済的復興には限界があると痛感した重成は、幕府に対して年貢米の減免を建議した。再三の要請にもかかわらず、それは聞き容れられることがなかったため、承応2年（1653年）、訴状を残して江戸の自邸で自刃を遂げた、という話が伝わる。また、抗議のために江戸城の門前で切腹した、などとする話もある。
幕府代官職の抗議自殺に幕府は驚き、慌てて減免を前向きに検討し実現したとされる。この話により、天草の郡内には重成を祀った鈴木神社が建立され、また「鈴木様」と呼ばれる石塔が各地に立つなど、領民から名代官として長く追慕される存在として土着信仰化していった。

### 自刃説の真偽
- 郷土史家の鶴田文史は、2006年に著した『天草 鈴木代官の歴史検証 切腹と石半減その真実』の中で、多くの文献や史料を基に、自刃説は根拠がなく、1927年（昭和3年）に突然出現した説であること、年貢半減や減税の史料もないこと（次代の重辰の時期に、42000石が21000石に半減した）、重成の死は自刃でなく病死であることを主張した[2]。同書によると、元田重雄が1928年、『みくに』（郷土新聞）の「天草郷土史談」に、「重成は死をもって石高半減を申請し、その旨を遺書して自刃せり」と書いたが、それ以前には全く史料はなく、『熊本県大百科事典』（花岡興輝）や『鈴木代官史料集』（寺沢光世、2003年）にも自刃を裏づける史料はない。後世の作り話であり、郷土史家で自刃説を支持するものはいない。

逆に病死を証明する史料に当時の金石文が残っている。天草市河浦町の一町田八幡宮には鈴木重成の病気治癒を祈願する灯籠が亡くなる2ヶ月前の1653（承応2）年8月に寄進されている。（碑文の抜粋「鈴木重成公病即消滅福寿増長武運長久　子孫繁昌祈所」）さらに苓北町富岡の瑞林寺には亡くなった翌年の1654（承応3）年に建立された「鈴木重成代官の供養碑」には「病牀二就キ日久シ医王手ヲ拱キ術ヲ失フ、天ナル哉命ナル哉、遂ニ逝去シ了ヌ」（碑文を抜粋し、読み下し）とあり、病死だったことが分かる。

## 系譜
- 父：鈴木重次
- 母：不詳
- 室：不詳
  - 男子：鈴木重頼
  - 男子：鈴木重祐
- 養子
  - 男子：鈴木重辰（1607年 - 1670年） - 鈴木正三の子

## 鈴木神社
- 祭神 - 鈴木三公（正三、重成、重辰）
- 住所 - 熊本県天草市本町本681

## 鈴木重成を描いた作品
- 『雲さわぐ 天草の代官・鈴木重成』藤井素介 講談社 1995年

## 文献
1. ↑  英雄たちの選択『激突！島原の乱 天草四郎vs.松平信綱』(NHKBSプレミアム、2014年9月11日放送)
2. ↑  鶴田文史『天草 鈴木代官の歴史検証 切腹と石半減その真実』天草民報社、2006年
3. ↑  鶴田文史『天草の史跡文化遺産』天草文化出版社、1971年。112〜113、116ページ。堀田善久『天草の歴史』天草市教育委員会、2009年。